# Tarjányi Tamás
Tarjányi Tamás (Kecskemét, 1985. május 19. –) magyar színművész, operaénekes.

## Életpályája
A kecskeméti Bolyai János Gimnáziumban végezte középiskolai tanulmányait. 2003–2007 között a Színház- és Filmművészeti Egyetem hallgatója volt. Ezután két évig a Liszt Ferenc Zeneművészeti Egyetemen tanult. 2009–2014 között már a bécsi Universität für Musik und darstellende Kunst hallgatója volt. 2012–2016 között a bonni operaház tagja volt. 2016-tól a müncheni Gärtnerplatztheater énekese. 2013-tól a Magyar Állami Operaházban is rendszeresen fellép.

## Fontosabb szerepei
- Aeneas (Dido and Aeneas)
- Don Ottavio (Don Giovanni)
- Tamino (A varázsfuvola)
- Jacquino (Fidelio)
- Almaviva gróf (A sevillai borbély)
- Nadir (Gyöngyhalászok)
- Pang (Turandot)
- Narraboth (Salome)
- Lampwick (J. Dove: The Adventures of Pinocchio)
- Angel 3, John (G. Benjamin: Written on Skin)
- IV. apród (Parsifal)
- Gyapjúinges (Vajda János: Mario és a varázsló)